# Lijst van rivieren in Guyana

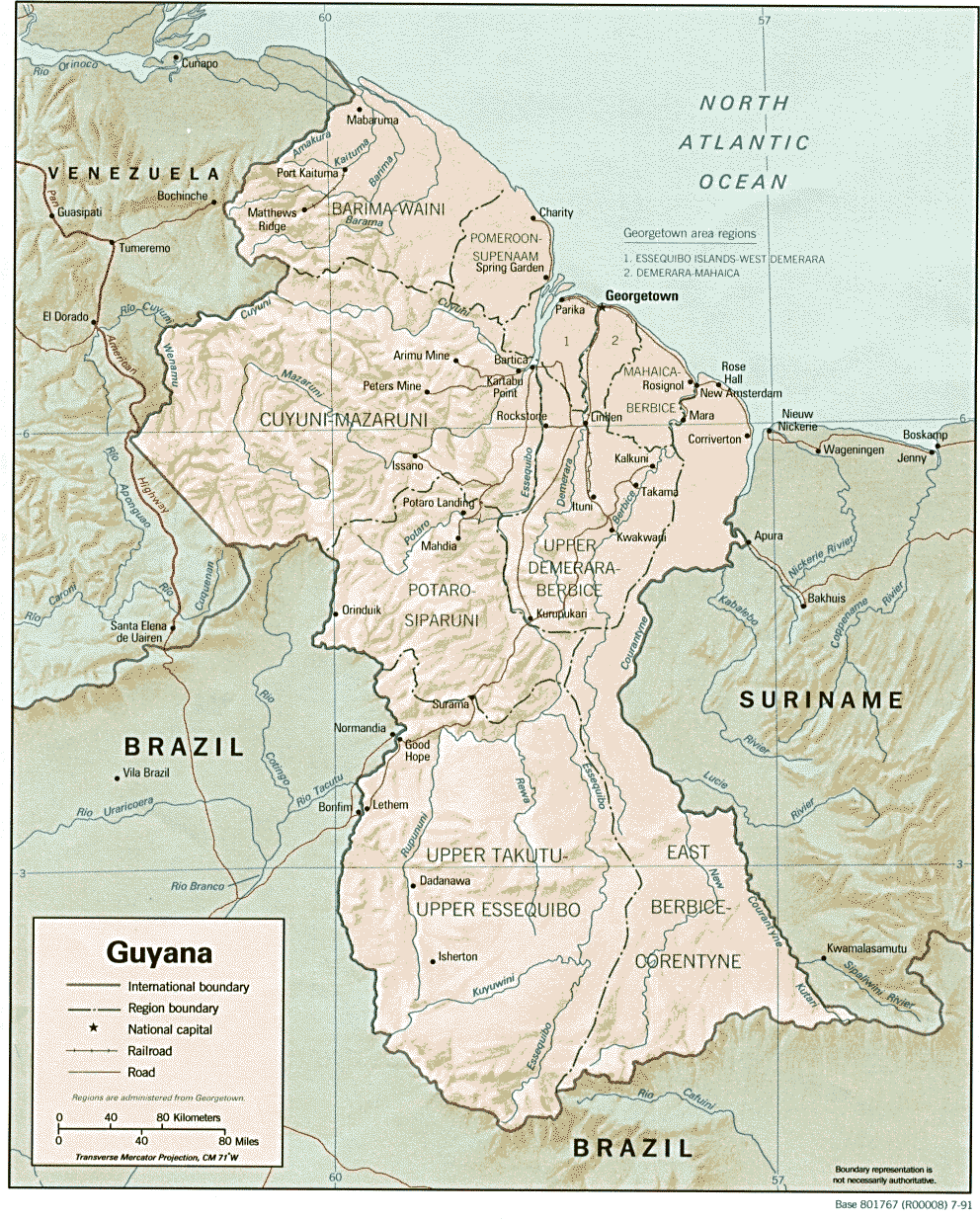
Kaart van Guyana.

Dit is een lijst van rivieren in Guyana. De rivieren zijn naar drainagebekken geordend en de opeenvolgende zijrivieren zijn ingesprongen weergegeven onder de naam van elke hoofdrivier. 

## Atlantische Oceaan
- Amazone (Brazilië)
  - Negro (Brazilië)
    - Branco (Brazilië)
      - Takutu
        - Ireng
- Corantijn (Courantyne)
  - Coeroeni
    - Koetari (Kutari)
      - Aramatau (betwist)

  - Nieuwe Rivier (Boven-Corantijn) (betwist)

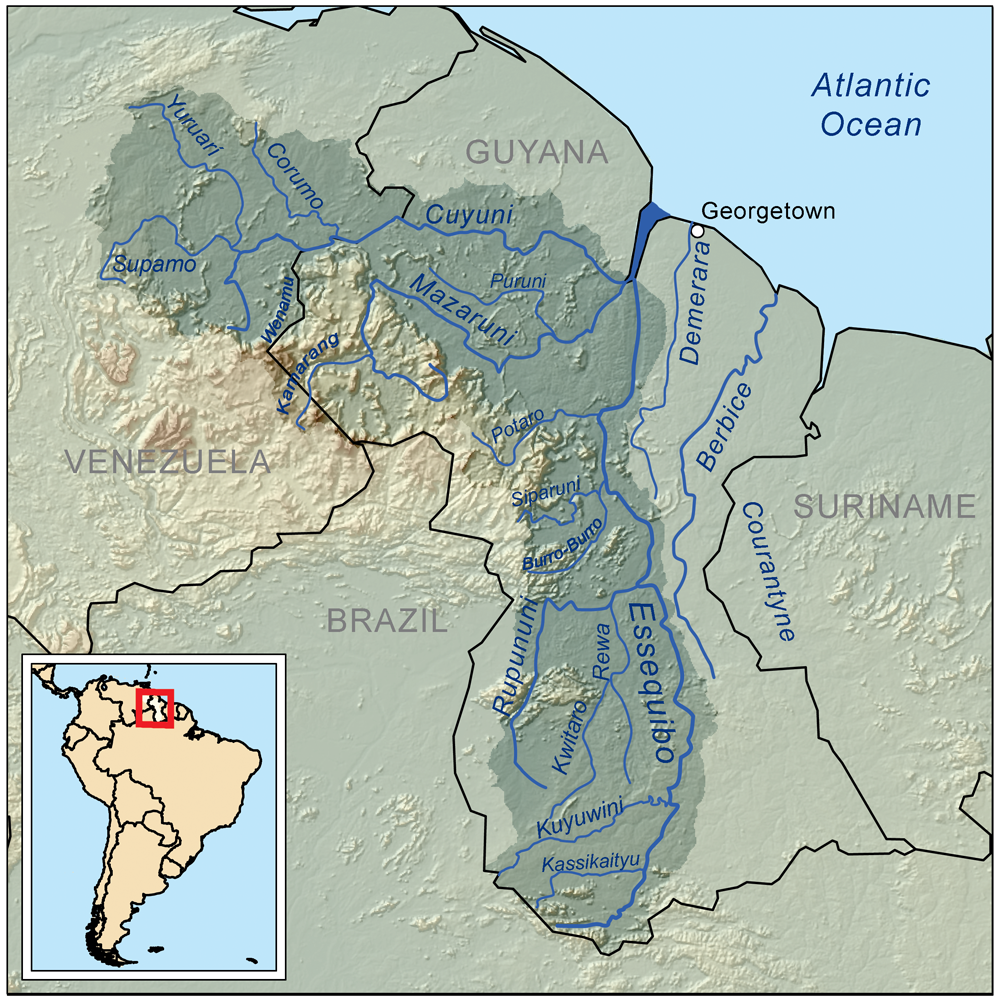
Stroomgebied van de Essequibo.

    - Oronoque (betwist)
- Berbice
  - Canje
- Abary
- Mahaicony
- Mahaica
- Demerara
  - Haiama
  - Haianari Creek
  - Haiakwa Creek
  - Kuruabaru

- Essequibo
  - Supenaam
  - Mazaruni
    - Cuyuni
      - Wenamu
      - Ekareku
      - Akaiwang
      - Oko

    - Kako
    - Kamarang
    - Issineru
    - Meamu
    - Kurupung
    - Eping
    - Merume
    - Puruni

  - Potaro
    - Arnik
    - Kurubrang

  - Konawaruk
  - Siparuni
    - Burro-Burro

  - Rupununi
    - Rewa
      - Kwitaro

  - Kuyuwini
  - Kassikaityu
- Pomeroon
  - Wakapau
- Moruka
- Waini
  - Barama
- Orinoco (Venezuela)
  - Barima
    - Kaituma

  - Amacuro (Amakura)